# Chamandala
Chamandala è un ward dello Zambia, parte della Provincia Orientale e del Distretto di Chadiza.